# Getulaspis bupleuri
Getulaspis bupleuri är en insektsart som först beskrevs av Élie Marchal 1904.  Getulaspis bupleuri ingår i släktet Getulaspis och familjen pansarsköldlöss. Inga underarter finns listade i Catalogue of Life.